# Redundancia
Redundancia az információelméletben az információ- vagy üzenetátvitelre használt csatornán maximálisan egyszerre átvihető bitek számának és az aktuális információ vagy üzenet bitjei számának a különbsége. Az adattömörítés egy lehetséges mód a nem kívánt redundancia csökkentésére, a különféle ellenőrzőösszegek pedig hibajavítás céljából növelik a redundanciát, ha az átvitel egy zajos csatornán folyik, ahol a zaj csökkenti az átviteli kapacitást.
A redundancia (lat.) nyelvtudományi fogalma; a közlésben az egyértelmű megértéshez elegendő minimumon felüli, ezért fölösleges többlet. Terjengős kifejezések alkalmazása egyszerűbb szavak helyett, pl. javasol - javaslatot tesz. Előfordul, hogy van jelentésbeli vagy stilisztikai funkciója, pl. az ellentét kifejezője egyszersmind archaizáló.

## Mennyiségi meghatározása
Az információelmélet szerint egy információ forrás rátája  (a legáltalánosabb esetben)
{\displaystyle r=\mathbb {E} H(M_{t}|M_{t-1},M_{t-2},M_{t-3},\cdots ),}
ami az üzenet várt, vagy átlagos, feltételes üzenetenkénti entrópiáját ( időegységre eső) adja az előző üzenetek vonatkozásában. Ismert az információelméletből, hogy egy nyelvnek is létezik "rátája" vagy "entrópiája". Egy emlékezet nélküli forrás rátája egyszerűen {\displaystyle H(M)}, ami a definíció alapján azt jelenti, hogy nincsen kapcsolat az egymást követő üzenetek között egy emlékezet nélküli forrás esetén.
Egy nyelv vagy forrás abszolút rátája egyszerűen
{\displaystyle R=\log |M|,\,}
az üzenet tér (például ábécé) számosságának logaritmusa. Ez az üzenet maximális valószínűségi rátája, ha az adott ábécét használva küldjük el. Az abszolút ráta akkor, és csakis akkor egyezik meg a rátával, ha a forrás emlékezet nélküli és egyenletes eloszlású.
A redundancia tehát meghatározható, mint
{\displaystyle D=R-r,\,}
azaz a abszolút ráta és a ráta közötti különbség.
A {\displaystyle {\frac {D}{R}}} mennyiséget tekinthetjük, mint relatív redundanciát, és megadja a lehetséges legnagyobb adattömörítési arányt, ha százalékosan fejezik ki, ami azt mutatja meg, hogy egy fájl hossza mennyire csökkenthető. (Ha úgy fejezzük ki, mint a tömörített fájlhossz és az eredeti fájlhossz aránya, akkor az {\displaystyle R:r} mennyiség az elérhető legnagyobb tömörítési arányt adja meg.) Egy emlékezet nélküli, egyenletes eloszlású forrás redundanciája nulla, és nem tömöríthető.
Meg kell jegyezni, hogy a Kolmogorov-komplexitás alapján meghatározott maximális tömörítési valószínűség eltér az előzőek szerint számított maximális tömörítési valószínűségtől, mivel itt azt feltételeztük, hogy az adatok a priori valószínűségi eloszlása ismert, és előre kódoltak az adatok.

## Példák
Tételezzük fel, hogy magyar nyelvű szöveget szeretnénk egy 8 bites bináris csatornán továbbítani, azaz a csatorna bitjeinek száma 8.
A magyar ábécé 40 vagy 44 betűt tartalmaz. Ha még a szavak elválasztására szolgáló szóköz karaktert is figyelembe vesszük, akkor tehát 41 vagy 45 karakterről van szó. Ha még hozzávesszük a 10 számot, és az írásjeleket, akkor sincs szükségünk több, mint 63 átvivendő karakterre. A 63 karaktert 6 biten lehet kódolni, így az üzenet bitjeinek száma legyen 6.
Ebben az esetben a redundancia 2, azaz minden üzenet esetében 2 felesleges vagy kihasználatlan bitet kell átvinnünk a kommunikációs csatornán.
Ez a 2 bites redundancia esetünkben most veszteségként jelentkezik.

## Okok a redundáns adattárolásra
Két okból lehet érdemes redundanciát bevezetni az adatok tárolásában.

### Hibák kiszűrése
A különböző adattároló eszközöknél, mint például a HDD, DVD, illetve az adatok továbbítása közben az adatok különböző okokból sérülni tudnak. A sérült bitek korrigálásának érdekében redundanciát alkalmaznak a tárolt információban, a legegyszerűbb példa erre, ha két példányban tároljuk a megfelelő adatokat, de több, hatékony algoritmus létezik, amelyek minél kisebb redundanciát bevezetve próbálják lehetővé tenni a hibás bitek észlelését és helyreállítását.

### Redundancia az adatbázisoknál
Ha egy relációs adatbázisban egy érték többször is előfordul, mint például egy felhasználónév, akkor azt az adatbázist normalizálatlannak nevezzük. Ebben az esetben egy új táblában tárolhatnánk a felhasználóneveket a felhasználók számazonosítójához társítva, és más helyeken már elég lenne a megfelelő azonosítókat elmenteni, így jelentős tárhelyet spórolhatunk. Egy esetben viszont hasznos lehet ezt a redundanciát bevezetni, ha gyorsítani szeretnénk egy bizonyos lekérdezés idején. Ekkor az adatbázismotornak nem kell összekapcsolnia egy másik tábla adataival az adott sort, így időt spórolhatunk.

## Fordítás
Ez a szócikk részben vagy egészben  a   Data redundancy című angol Wikipédia-szócikk fordításán alapul.  Az eredeti cikk szerkesztőit annak laptörténete sorolja fel. Ez a jelzés csupán a megfogalmazás eredetét és a szerzői jogokat jelzi, nem szolgál a cikkben szereplő információk forrásmegjelöléseként.